# جيمس باترسون (سياسي أسترالي)
جيمس باترسون هو مستشار سياسي وسياسي أسترالي، ولد في 21 نوفمبر 1987 في ملبورن في أستراليا. نشط حزبياً في الحزب الليبرالي الأسترالي. وقد انتخب عضو مجلس الشيوخ الأسترالي ‏ عن دائرة فيكتوريا ‏ وقد انضم خلال فترته النيابية (9 مارس 2016 – ) للكتلة البرلمانية كتلة الائتلاف ‏.